# Elisabet Escursell Valero
Elisabet Escursell Valero (Terrassa, 30 d'octubre de 1996) és una ciclista catalana. Al 2015 va fitxar per l'equip professional del Bizkaia-Durango.